# Claritromicina
La claritromicina es el nombre de un antibiótico del grupo de los macrólidos que se indica para el tratamiento de infecciones de la piel, las mamas y las vías respiratorias, entre ellas la faringitis, amigdalitis, sinusitis, bronquitis crónica, neumonía bacteriana—en especial las causadas por la bacteria Chlamydia pneumoniae—y en pacientes con VIH para prevenir y tratar infecciones por el complejo Mycobacterium avium. Ocasionalmente se indica para el tratamiento de la Legionelosis. .

## Historia
La claritromicina fue inventada por científicos japoneses en los años 1970. El producto emergió como resultado de esfuerzos en desarrollar una versión de la eritromicina que no presentara la clásica inestabilidad en medios ácidos como el jugo gástrico y reducir los efectos gastrointestinales de náusea, vómitos y malestar estomacal.

## Mecanismo de acción
La claritromicina y los otros macrólidos ejercen sus efectos sobre microorganismos que se encuentran en proceso de traducción proteica mediante la unión a las subunidad ribosomal 50s, por lo tanto inhibe la síntesis bacteriana. En sus acciones, la claritromicina es particularmente efectiva contra ciertas bacterias Gram negativas como la Legionella pneumophila, Haemophilus influenzae y Neisseria gonorrhoeae y algunas gram positivas como Streptococcus pneumoniae. La Claritromicina ha demostrado ser un tratamiento efectivo contra algunos bacilos gram negativos como Helicobacter pylori. En este último caso, se emplea en conjunto con la amoxicilina o metronidazol.
Este mecanismo de acción de los macrólidos es compartido por otros grupos de antibióticos como los fenicoles (Cloranfenicol) y las Lincosamidas (Clindamicina y Lincomicina). Por esta razón pueden interferir con la acción de esos antimicrobianos.

## Farmacocinética
A diferencia de la eritromicina, la claritromicina se absorbe bien en el tracto gastrointestinal, independientemente de la presencia de comida, por lo que puede ser administrada sin protectores gástricos. Como el macrólido de mejor absorción, tiene una biodisponibilidad del 50%. Su rápida biotransformación produce un metabolito activo el cual mantiene un pico a 3 horas posteriores a su administración. 
La claritromicina tiene buenas concentraciones en los tejidos, que son mayores que las de eritromicina, pero menores que las de azitromicina, alcanzando niveles 10 veces mayores que los del plasma sanguíneo. Penetra bien los macrofagos, por lo que puede ser efectivamente transportada a los sitios de infección. Durante el proceso de fagocitosis por los leucocitos PMN, se liberan grandes concentraciones de la claritromicina. 
Su vida media prolongada se debe a la producción de su metabolito activo, lo cual permite su dosificación 2 veces al día. La Claritromicina es extensamente metabolizada en el hígado por el sistema enzimático citocromo P450, y su excreción es renal.
Las reacciones adversas más frecuentes con el uso de la claritromicina son diarrea, 
náuseas, acidez estomacal, sabor extraño en la boca, dolor de estómago y dolor de cabeza. Las reacciones alérgicas, que incluyen picazón, inflamación, dificultad para respirar o para tragar, entre otras, deben ser consultadas sin demora con un profesional especializado.

## Marcas comerciales
Klaricid Abbott
Rezplen
Claritromicina USP - COFAR
Clarivax